# Psychrogeton pseuderigeron
Psychrogeton pseuderigeron là một loài thực vật có hoa trong họ Cúc. Loài này được Novopokr. ex Nevski miêu tả khoa học đầu tiên.